# ロザーリエ・ユーリエ・フォン・ボナー

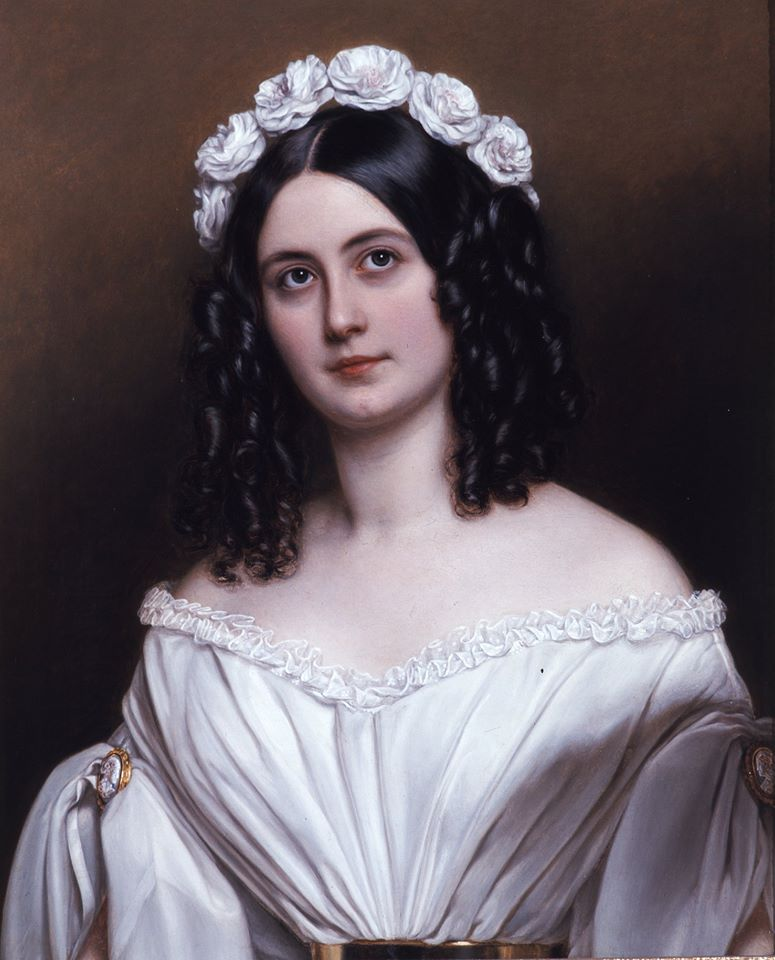
シュティーラーの描いたボナー男爵夫人、1840年

ロザーリエ・ユーリエ・フォン・ボナー（Rosalie Julie Freiin von Bonar, 1814年 - ?）は、オーストリア＝ハンガリー（二重帝国）の貴族女性。バイエルン王ルートヴィヒ1世が宮廷画家ヨーゼフ・カール・シュティーラーに命じて美人画ギャラリーに彼女の肖像を加えた。
郡庁書記官であったモラヴィア系のカール・レオポルト・リッター・フォン・ヴュラーシュトルフ＝ウルバイアと、ポーランド系の伯爵令嬢ユリア・グロホフスカの間の娘としてウィーンで生まれた。1817年父が落馬事故で死に、1820年に母がヴェネツィア総督府の高官ヨハン・バプティスト・マルツァーニと再婚したため、継父の手許で育てられた。2歳年下の弟ベルンハルト・フォン・ヴュラーシュトルフ＝ウルバイアは後に海軍副提督・通商大臣などを歴任した。1834年、在ウィーン英国公使で、フィングレート（Fingreth）及びリナーディントン（Rinneardington）の荘園領主だったエルンスト・フォン・ボナー男爵と結婚。晩年はシュタイアーマルク州のグヤイトホーフ城に住み、1878年からは同城をネオゴシック様式に大幅改築した。それ以外のことは知られていない。
1840年に制作されたシュティーラーによる肖像画において、白色の花冠を戴いたボナー男爵夫人は当時としては古風な白いドレスを身に付け、それをベルトで絞めて自然なウエストラインを見せている。

## 引用・脚注
1. ↑  Strand Magazine (January 1902) (English). The Strand Magazine, No. 133 (Vol 23)
2. ↑  Jay (2006-10-01), Rosalie Julie Baroness von Bonar (1814–?) 2023年9月20日閲覧。
3. ↑  “Haus der Bayerischen Geschichte - Königreich - Rosalie Julie Freiin von Bonar (1840)”. hdbg.eu. 2023年9月20日閲覧。
4. ↑  Grand Ladies
http://www.gogmsite.net › 1840-ros...
1840 Rosalie Julie von Bonar by Joseph Karl Stieler ..., http://www.gogmsite.net/russian-style-in-the-french/empire-napoleonic-and-roman/subalbum-schonheitengalleri/1840-rosalie-julie-von-bona